# 静岡県立富士東高等学校
静岡県立富士東高等学校（しずおかけんりつ ふじひがしこうとうがっこう）は、静岡県富士市今泉に所在する県立高等学校。

## 概要
1978年（昭和53年）に開校された公立高校である。2年時で理系3学級、文系4学級に分かれる。通称は『東高』（ひがしこう）、『富士東』（ふじひがし、ふじとう）。富士市内では富士高校に次ぐ2番手の進学校である。スクールカラーは紺とえび茶色（えんじ）。
同校の学生組織の呼称は生徒会ではなく自治会である。校地に隣接する東雲館は主に部活動の合宿や勉強会に使用されている。

## 部活動
- 陸上・野球・サッカーなど17の運動部と吹奏楽・新聞・演劇などの9の文化部、放送同好会とボランティア同好会がある。陸上競技部は国体優勝者や箱根駅伝出場者などを輩出している[3]。
- 文武両道の実現に向けて全校生徒に部活動への所属を推奨している。

## 部活動の実績
※2010年以降の記録

### 吹奏楽部
- マーチングバンド全国大会〈マーチングバンド部門〉高等学校の部（さいたまスーパーアリーナ）
  - 銀賞 - 第38回大会（2010年）[4]、第43回大会（2015年）[5]、第44回大会（2016年）[6]

- マーチングバンド・バトントワーリング東海大会（名古屋市の日本ガイシホール）
  - 金賞 - 第36回大会（2010年）、第41回大会（2015年）[7]、第42回大会（2016年）

- 富士青春市民大賞〈他者推薦部門〉
  - 2018年受賞。

### 新聞部
2004（平成16）年から15年連続で全国高校総合文化祭に出場している。
- 全国高校総合文化祭
  - 最優秀賞 - 第37回（2013年）、第38回（2014年）[8]、第40回（2016年）[9]、第42回（2018年）
  - 優秀賞 - 第39回（2015年）[10]、第41回（2017年）

- 全国高校新聞年間紙面審査賞
  - 最優秀賞 - 2014年、2016年、2018年
  - 優秀賞 - 2015年、2017年

- 全国高校新聞コンクール（大東文化大学主催、朝日新聞社後援）
  - 優秀賞 - 第41回（2012年）[11]、第42回（2013年）[12]、第43回（2014年）[13]、第44回（2015年）[14]
  - 奨励賞 - 第45回（2016年）[15]、第46回（2017年）[16]

- 静岡県学校新聞コンクール（静岡新聞社・静岡放送主催、県教育委員会、県高校文化連盟後援）
  - 最優秀賞 - 2012年、2014年
  - 優秀賞 - 2010年[17]

- 静岡県高校文化連盟「新聞コンクール」
  - 最優秀賞 - 2013年、2014年、2015年
  - 優秀賞 - 2016年、2017年

- 静岡県教育委員会表彰
  - 2019年[18]

- 富士市教育文化スポーツ奨励賞
  - 2014年受賞[19]。

## 著名な卒業生
- 大石港与（陸上競技選手、トヨタ自動車所属）
- 斉藤孝信（元NHKアナウンサー）
- 佐藤明（競輪選手）
- 佐藤旭（競艇選手）
- 佐野哲也（男性総合格闘家）
- 増田晴彦（漫画家）